# Acokanthera
Genre
Acokanthera est un genre de plantes à fleurs dicotylédones de la famille des Apocynaceae, originaire d'Afrique orientale, qui regroupe cinq espèces.
Ce sont des arbustes ou petits arbres produisant un latex blanc. Toutes les espèces contiennent des hétérosides cardiaques, notamment l'ouabaïne, et sont de ce fait très toxiques. Elles ont été utilisées pour produire des poisons de flèches.

## Liste d'espèces
Selon The Plant List (4 février 2018) :
- Acokanthera laevigata Kupicha
- Acokanthera oblongifolia (Hochst.) Benth. & Hook.f. ex B.D.Jacks.
- Acokanthera oppositifolia (Lam.) Codd
- Acokanthera rotundata (Codd) Kupicha
- Acokanthera schimperi (A.DC.) Schweinf. (= Acokanthera abyssinica)